# Blancs-Coteaux
Blancs-Coteaux é uma comuna francesa na região administrativa do Grande Leste, no departamento de Marne. Estende-se por uma área de 65.81 km², e possui 3.323 habitantes, segundo o censo de 2018, com uma densidade de 50 hab/km².